# مدراش فايوشا
مدراش فايوشا هو مدراش من القرن الحادي عشر الميلادي، وهو مبني على سف الخروج 14: 30-15: 18. ويعتبر عرض بأسلوب اللآقداة المتأخر، ويبدو أنه كان مخصصًا لسبت شيرة أو لليوم السابع من عيد الفصح.

## المحتوى
في شرح سفر الخروج 15: 18 عن الأحزان والفداء في الزمن المسياني، يصف شخصية الملك أرميلوس، ويقول أنه سيقتل المسيح بن يوسف، لكنه سيُقتل هو نفسه على يد المسيح الذي من نسل داود، ثم يجمع الله بقية إسرائيل المتناثرة ويقيم الدينونة النهائية؛ وينكشف الجمال الرائع لعالم جديد مليء بالبهجة والسعادة.
نُشر المدراش لأول مرة في القسطنطينية عام 1519، وأعاد طبعه أدولف غيلينك.